# فجر يعقوب
فجر يعقوب (05 مارس 1963) هو روائي وسينمائي فلسطيني من مخيم اليرموك بسوريا، ويقيم حالياً في السويد.

## النشأة والمسيرة
ولد فجر يعقوب في ولد في مخيم اليرموك سنة 1963 لأبوين فلسطينيين من طيرة حيفا. درس السينما والمسرح وتخرج من المعهد العالي للسينما في صوفيا عام 1994م. وأصبح عضو اتحاد الكتاب السويديين عام 2018. حازت بعض أعماله السينمائية والروائية لجوائز عدة منها أشهرها جائزة كتارا للرواية العربية التي فاز بها عام 2021، وجائزة الصقر الذهبي كأفضل فيلم روائي قصير في مهرجان روتردام للفيلم العربي في هولندا عام 2010. شارك كعضو لجنة تحكيم في الكثير من المهرجانات مثل: مهرجان الرباط لسينما المؤلف، ومهرجان وهران الدولي للفيلم العربي، ومهرجان القاهرة للإعلام العربي، ومسابقة أفلام من الإمارات، ومهرجان مسقط السينمائي الدولي ومنتدى دبي للإعلام العربي.

## الجوائز
- «جائزة كتارا للرواية العربية» في 2021، عن رواية «ساعات الكسل- يوميات اللجوء».[1][3]
- «جائزة الصقر الذهبي» كأفضل فيلم روائي قصير في مهرجان روتردام للفيلم العربي في هولندا 2010.
- جائزة (صورة إنسان) في مهرجان بغداد السينمائي الدولي 2013 عن فيلم (طريق بيروت 150ألف كيلومتر).
- الجائزة الثانية في مهرجان بغداد السينمائي الدولي عن فيلم (وحدن) 2014.
- جائزة لجنة التحكيم الخاصة في مهرجان مالمو السويدي للسينما العربية 2014 عن فيلم (وحدن).

## الأعمال الأدبية
قام فجر يعقوب بكتابة الكثير من الأعمال الأدبية منها:

### الروايات
- نقض وضوء الثعلب 2013
- شامة على رقبة الطائر 2016
- نوتة الظلام 2018، وترجمتها إلى الإنجليزية عزَّة حسون وصدرت في كندا 2022 عن دار «الحاضرون».[5]
- ساعات الكسل-يوميات اللجوء 2020
- نيلة زرقا 2022
- غادولينيوم - سيرة متنقلة (منشورات المتوسط-الصندوق العربي للثقافة والفنون آفاق) 2024
- طبَّاخ انغمار برغمان (منشورات المتوسط) 2025.[6]

### المجموعات الشعرية
- النوم في شرفة الجنرال.
- أسباب مريم العالية.
- حين تخلو صورتها من المرآة.
- بياض سهل.
- مراوح إناث الرنَّة - كتابة نثرية لفجر يعقوب ورسوم رام أيوب.

### النقد السينمائي
- عباس كياروستامي – فاكهة السينما الممنوعة.
- باب المقام – مفكرة فيلم.
- مندوبة الأحلام – سينما مي المصري.
- الرجل المهرجان – سينما جان شمعون
- جماليات الإنسان الأرضي.
- الوجه السابع للنرد.
- عرق الضفدع-مذكرات أكيرا كوروساوا.
- سينما الرغبات-بيدرو آلمودوفار.
- مسرّاتي كسينمائي – مارتن سكورسيزي.
- فوضى الخيال – رينر فيرنر فاسبيندر.
- مصنع الأحلام – ايليا هرنبورغ.
- جنجر وفريد – فيدريكو فيلليني.
- البطريق – مفكرة فيلم.
- الاستبداد المفرح: حوارات مع حاتم علي
- أنا والضجر وبنات آوى: حوارات مع عبد اللطيف عبد الحميد
- عمر أميرالاي: العدسة الجارحة

## الأعمال السينمائية

### الأفلام القصيرة
قدم مجموعة من الأفلام الروائية القصيرة والتسجيلية منها:
- خدعة ربيعية 1993
- سراب 1998
- متاهة 2003
- صورة شمسية 2004
- البطريق 2005
- السيدة المجهولة 2009 - الحائز على جائزة الصقر الذهبي كأفضل فيلم روائي قصير في مهرجان روتردام للفيلم العربي في هولندا
- عراقيون في منفى متعدد الطبقات 2010
- طريق بيروت 150 ألف كيلومتر 2013
- وحدن 2014

### البرامج التسجيلية
إلى جانب ذلك أخرج فجر يعقوب برنامجاً تسجيلياً من أربع حلقات بعنوان تغريبة ثقافية 2010.

## روابط خارجية
- فجر يعقوب على موقع قاعدة بيانات الأفلام العربية